# Universitatea Imam Hossein
Universitatea Imam Hossein din Teheran a fost înființată în 1986, fiind una dintre cele mai noi instituții de învățământ superior din Iran. În prezent are circa 6.000 de studenți. Cele multe de specializări sunt împărțite pe patru facultăți din cele cinci ale universității, cercetarea se desfășoară în patru centre, iar studiul poate fi finalizat cu diplome de studii de masterat, doctorale și post-universitare.